# 게르시고린의 정리

게르시고린의 정리(Gershgorin's theorem, Gershgorin circle theorem, -定理)는 선형대수학의 고윳값 문제에 관한 근사적인 결과를 주는 정리로, 벨라루스 태생인 소비에트 연방의 수학자 세묜 아라노비치 게르시고린(Семён Аранович Гершгорин, 1901년~1933년)이 입안하였다. 체코계 미국인 수학자 올가 타우스키토트(Olga Taussky-Todd, 1906년~1995년)가 이 정리를 응용하여 많은 연구 업적을 남기기도 했다.

## 공식화
행렬 A가 정사각행렬이라 하자. 그러면, A의 i번째 행에서 대각성분을 제외한 나머지 성분들의 절댓값의 합 {\displaystyle R_{i}=\sum _{j\neq {i}}\left|a_{ij}\right|} 을 반지름으로 하고 i번째 행의 대각성분 {\displaystyle a_{ii}} 을 중심으로 하는 원판 {\displaystyle D(a_{ii},R_{i})} 을 잡을 수 있다. 이 원판을 게르시고린 원판이라 하는데, 이를 이용하면 게르시고린의 정리는 다음과 같이 공식화할 수 있다.
- A의 모든 고윳값은 A의 게르시고린 원판 중 하나의 안쪽에 놓인다.

이때 두 개의 고윳값이 하나의 게르시고린 원판 안쪽에 놓일 수도 있다.

## 사례
게르시고린의 정리를 활용하는 예로, 이 정리를 이용해서 다음 행렬 A의 고윳값을 근사해 볼 수 있다.
{\displaystyle A={\begin{bmatrix}10&-1&0&1\\0.2&8&0.2&0.2\\1&1&2&1\\-1&-1&-1&-11\\\end{bmatrix}}.}
이상의 방법을 이용하면 네 개의 게르시고린 원판은 다음과 같다.
{\displaystyle D(10,2)}
{\displaystyle D(8,0.6)}
{\displaystyle D(2,3)}
{\displaystyle D(-11,3).}
A의 모든 고윳값은 이 네 개의 원판 중 하나의 안쪽에 놓인다. 실제로 이 행렬의 고윳값들은 9.8218, 8.1478, 1.8995, −10.86 이 된다.

## 일반화
위의 사례에서 나타나는 것처럼 하나의 게르시고린 원판에는 정확히 하나의 고윳값이 대응하지는 않는다. 하지만, 이 문제에 대해 원래의 게르시고린 정리보다는 강한 결과를 다음과 같이 얻을 수 있다.
- n×n의 복소성분을 갖는 행렬 A의 게르시고린 원판 중 어떤 k개의 합집합과 나머지 n-k개의 합집합이 교차하지 않을 때, 전자의 집합 안쪽에는 정확히 k개의 고윳값이, 후자에는 정확히 n-k개의 고윳값이 놓인다.

## 같이 보기
- 고윳값
- 페론-프로베니우스 정리